# Fortissimus 2008

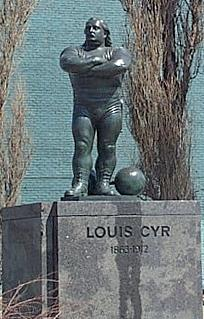
Pomnik kanadyjskiego siłacza Louisa Cyra (ur. 1863, zm. 1912), patrona zawodów Fortissimus

Fortissimus (franc. LE MONDIAL DE LA FORCE LOUIS CYR) – indywidualne zawody siłaczy, których celem było wyłonienie najsilniejszego człowieka na Ziemi. Zawody organizowane są na cześć kanadyjskiego siłacza Louisa Cyra. 

## Zawody Fortissimus
Zawody Fortissimus zostały zainaugurowane w 2008 roku. Były dziesięciobojem siłowym i rozgrywane były przez dwa dni. 
Główna nagroda wyniosła $ 14 000, a suma wszystkich nagród $ 62 000.
Organizatorem zawodów był Paul Ohl.
Data: 28, 29 czerwca 2008 r.

Miejsce: Notre-Dame-du-Rosaire (prowincja Quebec)  Kanada

WYNIKI ZAWODÓW:
| Miejsce | Zawodnik               | Kraj              | Punkty              |
| ------- | ---------------------- | ----------------- | ------------------- |
| 1.      | Derek Poundstone       | Stany Zjednoczone | 119                 |
| 2.      | Žydrūnas Savickas      | Litwa             | 118                 |
| 3.      | Sebastian Wenta        | Polska            | 84,25               |
| 4.      | Louis-Philippe Jean    | Kanada            | 83,5                |
| 5.      | Travis Ortmayer        | Stany Zjednoczone | 76,5                |
| 6.      | Michaił Koklajew       | Rosja             | 76,5                |
| 7.      | Mark Felix             | Grenada           | 67,5                |
| 8.      | Stefán Sölvi Pétursson | Islandia          | 63,75               |
| 9.      | Andrus Murumets        | Estonia           | 62 (kontuzjowany)   |
| 10.     | Christian Savoie       | Kanada            | 42,5                |
| 11.     | Arild Haugen           | Norwegia          | 40,5                |
| 12.     | Erwin Katona           | Serbia            | 36,5 (kontuzjowany) |
| 13.     | Dominic Filiou         | Kanada            | 25,5                |

- Fortissimus w języku łacińskim znaczy najsilniejszy.
- Mariusz Pudzianowski nie wziął udziału z powodu kontuzji i zabiegu chirurgicznego[2].
- Mark Felix w tych zawodach reprezentował Grenadę.
- W zawodach Fortissimus po raz pierwszy od kilku lat spotkali się zawodnicy z różnych federacji siłaczy.